# Esperanza (polární stanice)
Argentinská vědecká stanice Esperanza je nejsevernější stanice na pevninské Antarktidě (Antarktický poloostrov), na stanici neustále někdo pobývá a nikdy není opuštěna. Byla založena 17. prosince 1952. Stanice funguje hlavně jako laboratoř, meteorologická stanice a dále se zabývá biologií a seismografií. Časové pásmo je -3 oproti GMT (-4 hodiny oproti českému času).

## Historie a zajímavosti
Dne 17. prosince 1952 stanici založil George Edgar Leal. Dne 28. února 1976 byla na stanici postavena kaple, vůbec první na Antarktidě. Došlo zde i k první svatbě na Antarktidě, a to 16. února 1978. Dne 7. ledna 1978 se tu narodil první člověk narozený v Antarktidě – Arturo Palma. V témže roce byla postavena i škola (nejspíš základní) a usadilo se zde sedm rodin. O rok později zde začalo vysílat první Antarktické rádio LRA36 Radio Nacional Arcángel San Gabriel. V roce 2004 na stanici žilo 55 lidí, z toho 21 dětí.
Stanice je taktéž druhou nejbližší základnou k české Mendelově polární stanici, spravované brněnskou Masarykovou univerzitou. Nachází se 64 km na JZ od stanice Esperanza. Blíže k české stanici se nachází už jen chilská stanice Base General Bernardo O'Higgins Riquelme. Vzdálená od stanice Esperanza 46 km na západ a od České stanice 54 km na sever.  

## Popis
Stanice se nachází zhruba 20 až 30 metrů od pobřeží. Oblast si nárokují Argentina, Chile a Velká Británie. Stanice má celkem 43 budov. Ročně ji navštíví přes 1000 turistů a v zimě zde pobývá okolo 50 až 80 lidí. Na stanici nechybí škola, kaple či nemocnice.

## Život na stanici
Na stanici jsou obytné domy a každý dům je určený pro jednu rodinu, nebo jednotlivce. Jeden dům je vyhrazen pro hromadná setkávání (přezdívaný Casino), kde se po většinu týdne vaří a všichni společně tráví volný čas.

## Podnebí
Podnebí je chladné, oceánské. Vliv moře je zde patrný a proto jsou zde oproti zbytku Antarktidy ještě poměrně mírné teploty. Počasí je většinou oblačné a sněží polovinu dní v měsíci. Ročně zde stoupá teplota v průměru o 0,04 °C, za což pravděpodobně může globální oteplování. Dne 6. února 2020 bylo na stanici naměřeno 18,3 stupňů nad nulou, což Světová meteorologická organizace v následujícím roce uznala jako historický teplotní rekord pro Antarktidu.
| Esperanza – podnebí         | Esperanza – podnebí | Esperanza – podnebí | Esperanza – podnebí | Esperanza – podnebí | Esperanza – podnebí | Esperanza – podnebí | Esperanza – podnebí | Esperanza – podnebí | Esperanza – podnebí | Esperanza – podnebí | Esperanza – podnebí | Esperanza – podnebí | Esperanza – podnebí |
| Období                      | leden               | únor                | březen              | duben               | květen              | červen              | červenec            | srpen               | září                | říjen               | listopad            | prosinec            | rok                 |
| --------------------------- | ------------------- | ------------------- | ------------------- | ------------------- | ------------------- | ------------------- | ------------------- | ------------------- | ------------------- | ------------------- | ------------------- | ------------------- | ------------------- |
| Nejvyšší teplota [°C]       | 10                  | 8                   | 6                   | 5                   | 3                   | 1                   | 0                   | 0                   | 2                   | 5                   | 8                   | 9                   | 10                  |
| Průměrné denní maximum [°C] | 3,1                 | 2,6                 | −0,4                | −3,4                | −5,6                | −6,6                | −6,4                | −6,2                | −2,7                | 0,3                 | 1,3                 | 3,2                 | −1,7                |
| Průměrná teplota [°C]       | 0,5                 | −0,5                | −3,1                | −7,3                | −9,6                | −10,9               | −10,8               | −10,5               | −7                  | −3,6                | −1,7                | 0,4                 | −5,3                |
| Průměrné denní minimum [°C] | −1,8                | −2,9                | −6,4                | −11,1               | −13,4               | −15,1               | −15                 | −14,7               | −11,1               | −7,4                | −4,6                | −2,1                | −8,8                |
| Nejnižší teplota [°C]       | −4                  | −7                  | −12                 | −20                 | −21                 | −23                 | −26                 | −27                 | −20                 | −16                 | −8                  | −5                  | −27                 |
| Průměrné srážky [mm]        | 56                  | 65                  | 76                  | 59                  | 54                  | 47                  | 54                  | 72                  | 62                  | 56                  | 65                  | 59                  | 726                 |
| Zdroj: Podnebí              |                     |                     |                     |                     |                     |                     |                     |                     |                     |                     |                     |                     |                     |